# فیلیپ بیلی (بازیکن فوتبال)
فیلیپ بیلی (انگلیسی: Philippe Billy؛ زادهٔ ۱۳ ژانویهٔ ۱۹۸۲) بازیکن فوتبال اهل فرانسه است.
از باشگاه‌هایی که در آن بازی کرده‌است می‌توان به باشگاه فوتبال لچه، باشگاه فوتبال استاد برستوا ۲۹، باشگاه فوتبال باستیا، و باشگاه فوتبال مونترال اشاره کرد.
وی همچنین در تیم‌های ملی فوتبال زیر ۲۱ سال فرانسه و Brittany national football team بازی کرده‌است.